# Català tarragoní
El català tarragoní és un subdialecte del català central que es parla al Tarragonès, l'Alt Camp, el Baix Camp i a la Conca de Barberà. Tot i que forma part del bloc del català oriental i el dialecte central, està en contacte amb el bloc occidental i, per tant, comparteix alguns trets lingüístics amb aquest bloc. També està en contacte amb les zones de transició on es parla xipella.

## Particularitats

### Fonètica
Les característiques fonètiques principals d'aquest dialecte són:
- Transició àtona [o] en [u] (com en altres dialectes centrals)
- En algunes poblacions del Baix Camp i l'Alt Camp, la [ə] final àtona s'articula com una [ɛ].
- La fricativa postalveolar sonora [ʒ] esdevé, tant a principi de paraula com entremig de dos sons, africada postalveolar sonora [dʒ]. Depenent de la zona és més pronunciat o menys.
- La fricativa labiodental sonora [v] per diferenciar entre v i b. Aquest és el tret més en retrocés.
- La n es palatalitza quan va després d'un diftong decreixent. Exemple: cu[ɲ]a, fe[ɲ]a en lloc de cu[in]a i fe[in]a.
- La penúltima s del demostratiu cau tant en les formes del masculí com en les del femení. aque[st]es esdevé aque[t]es.
- La càrrega fonètica de la i no es perd en el grup ix, a diferència del que s'esdevé en els parlars més septentrionals del central.
- La consonant x davant de mot és africada.
- Conversió de l en u en paraules com albercoc o albergínia (pronunciades aubercoc i aubergínia), que s'explica per una major velarització de la l en aquest dialecte.
- Assimilació regressiva des dels orígens en la paraula ametlla, pronunciada aumetlla. Ocorre el mateix que amb aubercoc o aubergínia: amyndăla > almyndala > […] > almetlla > aumetlla.
- Avellana és pronunciada de dues maneres: auvellana i vellana. En el primer cas estaríem parlant del mateix cas que els anteriors. En el segon, tot i que estesa arreu del català central, és deguda a un fals tall sil·làbic en casos d'apostrofació de l'article.

A continuació apareix una taula on es pot apreciar les semblances de la pronunciació tarragonina respecte als dialectes limítrofs:
| Mot       | Pronunciació occidental (p. ex. Vimbodí i Poblet) | Pronunciació xipella (p. ex. Solivella) | Pronunciació tarragoní (p. ex. Montblanc) | Pronunciació oriental (p. ex. Sta. Coloma de Queralt) |
| --------- | ------------------------------------------------- | --------------------------------------- | ----------------------------------------- | ----------------------------------------------------- |
| terra     | [ˈtɛra]                                           | [ˈtɛri]                                 | [ˈtɛrɛ]                                   | [ˈtɛrə]                                               |
| aigua     | [ˈajwa]                                           | [ˈajwə]                                 | [ˈajwɛ]                                   | [ˈajwə]                                               |
| home      | [ˈɔme]                                            | [ˈɔmi]                                  | [ˈɔmɛ]                                    | [ˈɔmə]                                                |
| dona      | [ˈdɔna]                                           | [ˈdɔni]                                 | [ˈdɔnɛ]                                   | [ˈdɔnə]/[ˈdɔnɔ]                                       |
| menjar    | [menˈdʒa(r)]                                      | [minˈdʒa(r)]                            | [mənˈʒa]                                  | [mənˈdʒa]                                             |
| beure     | [ˈbewre]                                          | [ˈbewri]                                | [ˈbɛwrɛ]                                  | [ˈbɛwrə]                                              |
| petit     | [peˈtit]                                          | [pəˈtit]                                | [pəˈtit]                                  | [pəˈtit]                                              |
| comprar   | [komˈpra]                                         | [kumpra]                                | [kumˈpra]                                 | [kumpra]                                              |
| dia       | [ˈdia]                                            | [ˈdii]/[ˈdiɛ]                           | [ˈdiɛ]                                    | [ˈdiə]                                                |
| anglès    | [anˈgles]                                         | [ənˈglɛs]                               | [ənˈglɛs]                                 | [ənˈglɛs]                                             |
| nosaltres | [nozalˈtres]                                      | [nalˈtris]                              | [nalˈtrus]                                | [nuzalˈtrəs]                                          |
| perquè    | [perˈke]                                          | [pərˈkɛ]                                | [pərˈkɛ]                                  | [pərˈkɛ]                                              |
| pomes     | [ˈpomes]                                          | [ˈpomis]                                | [ˈpoməs]                                  | [ˈpoməs]                                              |

### Lèxic
A banda de la fonètica, l'element diferenciador més rellevant és el lèxic propi que conté el parlar tarragoní.
- tindre/vindre/valdre en lloc de 'tenir'/'venir'/'valer'.
- bajoca en lloc de 'mongeta tendra'.
- xafarot en lloc de 'xafarder' o 'tafaner'.
- l'article lo es conserva, a tall d'arcaisme, que és la més antiga (és l'evolució directa del llatí 'ILLU(M)', amb afèresi de la síl·laba inicial). Exemple: tot 'lo' dia.
- xiquet/a en lloc de 'nen/a' o 'noi/a'.
- xic/a en lloc de 'noi/a'.
- naltros i nantros (deriva de la primera per assimilació). S'acostuma a neutralitzar la 'o' en 'u' arreu del territori d'influència del tarragoní, tret de zones de transició amb l'occidental com a l'oest del Baix Camp o als pobles del Priorat.
- valtros (amb la mateixa neutralització que amb 'naltros/valtros' de 'o' en 'u') en lloc de 'vosaltres'.
- moixó (o mixó) en lloc d''ocell'.
- llaurador en lloc de 'pagès'.
- llangonissa en lloc de 'llonganissa' o 'botifarra' (s'usa indistintament).
- acotxar en lloc d''inclinar' o d''ajupir-se'.
- bora nit en lloc de 'bona nit'.
- arcalde en lloc d''alcalde'.
- ensapegar en lloc d''ensopegar'.
- ginoll o junoll (el primer normalment en zones més properes al català nord-occidental, mentre que el segon és predominant a la costa i poblacions més properes al català oriental) en lloc de 'genoll'.
- palcigar en lloc de 'trepitjar'.
- rebordonit en lloc de 'coliflor'.
- moresc en lloc de 'blat de moro'.
- botifarra blanca o negra en lloc de 'bull blanc o negre'.
- fesols en lloc de 'mongetes seques'.
- xampú en lloc de 'clara'.
- coc en lloc de 'pa de pessic'.
- tombar en lloc de 'passejar'.
- xollar en lloc de 'rapar'.
- senalla en lloc de 'cabàs'.
- color carabassa en lloc de 'color taronja'.
- guino en lloc d''avariciós'.